# Chu-Chin-Chow
Chu-Chin-Chow er en stumfilm fra 1923 af Herbert Wilcox.

## Medvirkende
- Betty Blythe som Zahrat
- Herbert Langley som Abou Hassan
- Randle Ayrton som Kasim Baba
- Eva Moore som  Alcolma
- Judd Green som Ali Baba
- Olaf Hytten som Mukhill